# Der Grasesser
Der Grasesser ist der Titel eines Romans für Kinder von Andreas Venzke. Die Illustrationen stammen von Sabine Wimers.
Hauptperson ist der Junge Volker. Die Geschichte wird in der Er-Form aus der Perspektive des Autors erzählt.
Das Kölner Stadtkind Volker isst nicht das, was seine Mutter ihm vorsetzt. Er isst nur Brot und trinkt in Mengen Milch. Deswegen schicken ihn seine Eltern aufs Land. Doch findet Volker dort nicht nur nicht zum richtigen Essen, sondern schlimmer: Unausgesprochen verwandelt er sich in eine Kuh.
Im weiteren Verlauf verzweifeln die Eltern zunächst an den neuen Essgewohnheiten ihres Sohnes, erkennen aber bald die geschäftlichen Vorteile aus einer Vermarktung dieses Verhaltens.
Andreas Venzke hat sich in Der Grasesser des Themas Vermarktung angenommen, die auch vor dem Schicksal eines Kindes nicht Halt macht. Der Roman ist eine als Kinderbuch geschriebene Gesellschaftssatire.